# Apoteket Stenbocken

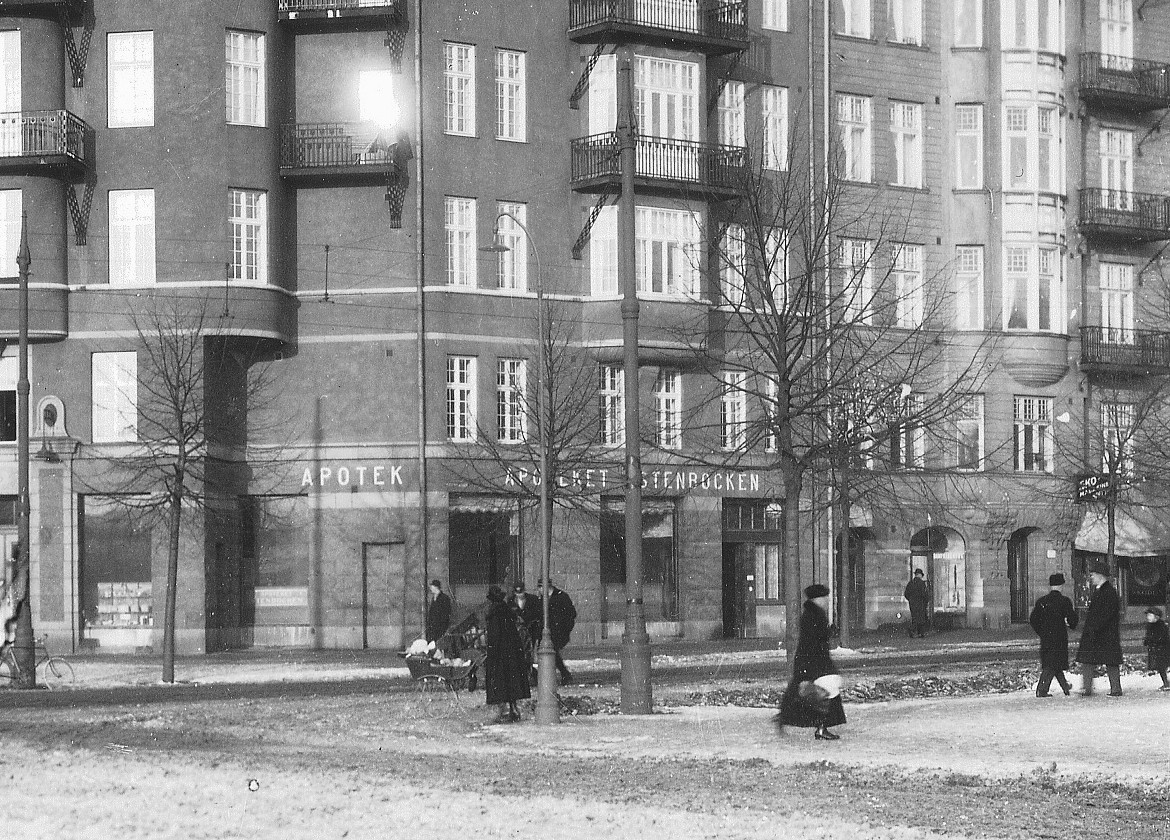
Apoteket Stenbocken på 1910-talet.

Apoteket Stenbocken var ett apotek vid Odengatan 106 i Vasastan i Stockholm. Apoteket öppnade 1910 och stängde 1981.

## Historik

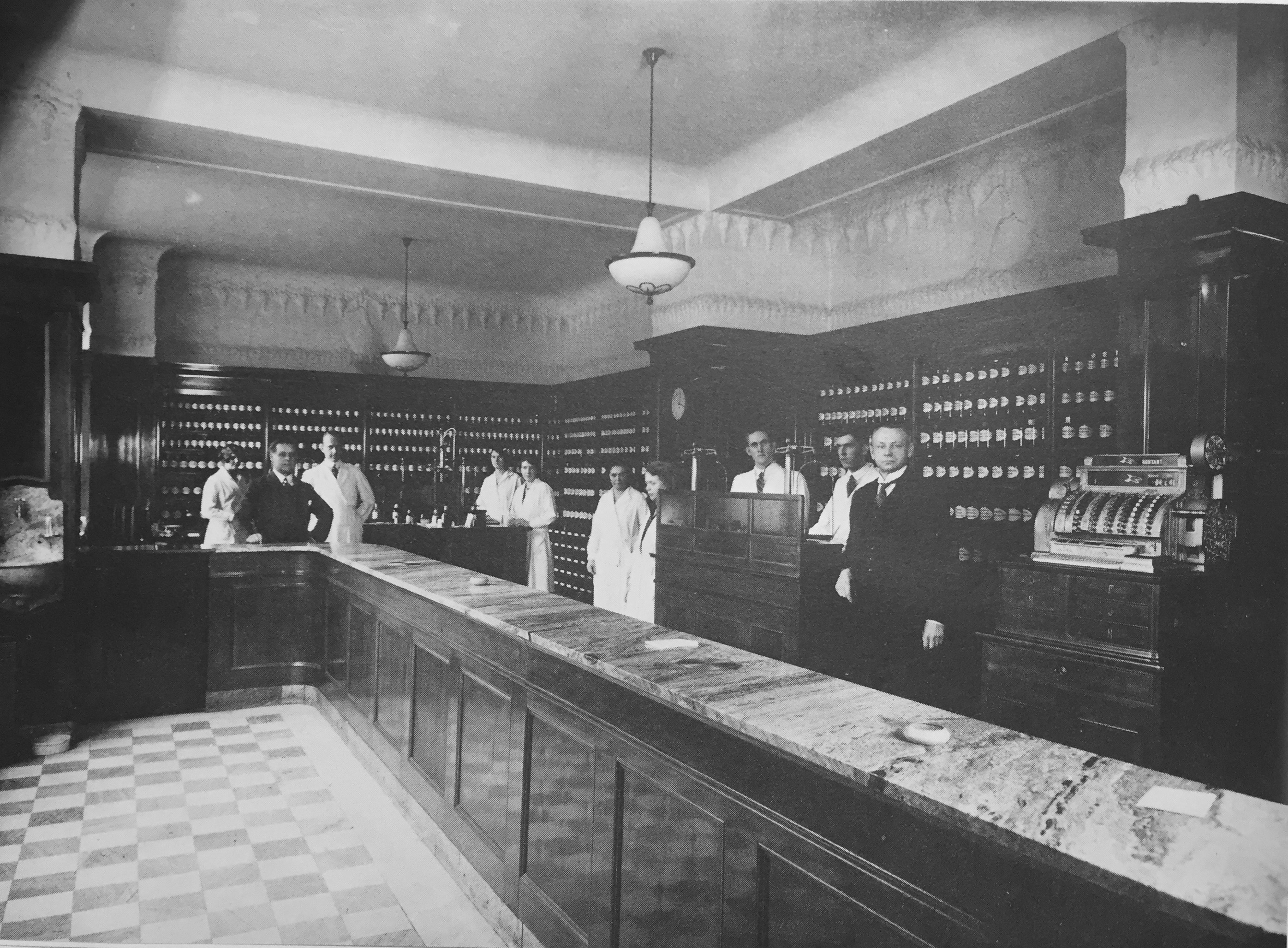
Apoteket Stenbockens officin, 1920-tal.

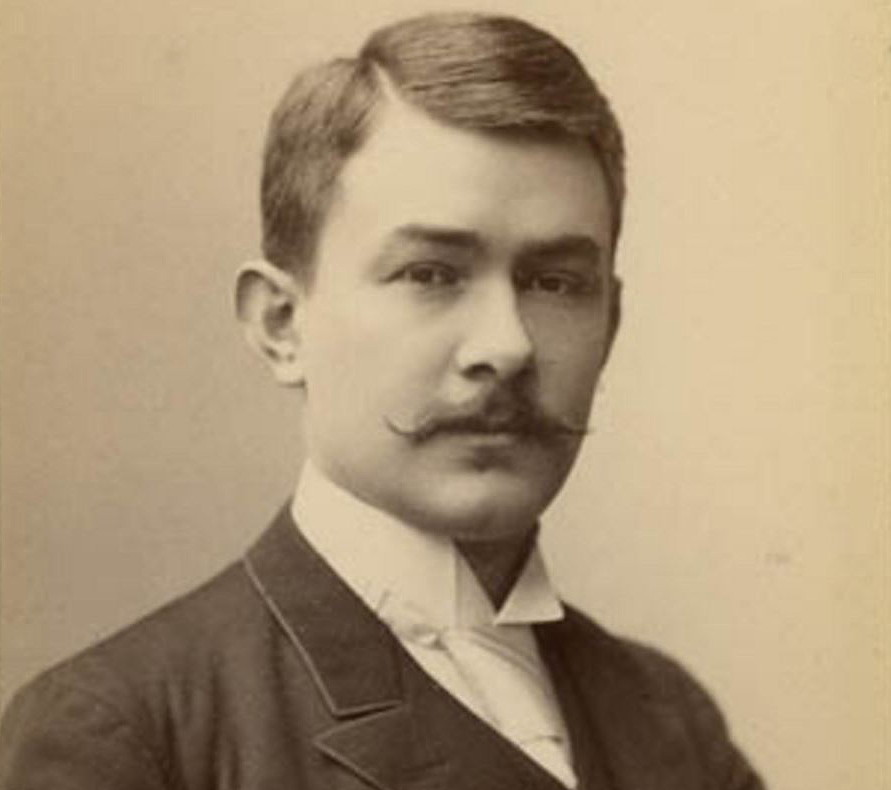
Victor Bruce, Stenbockens första ägare (1911-1921).

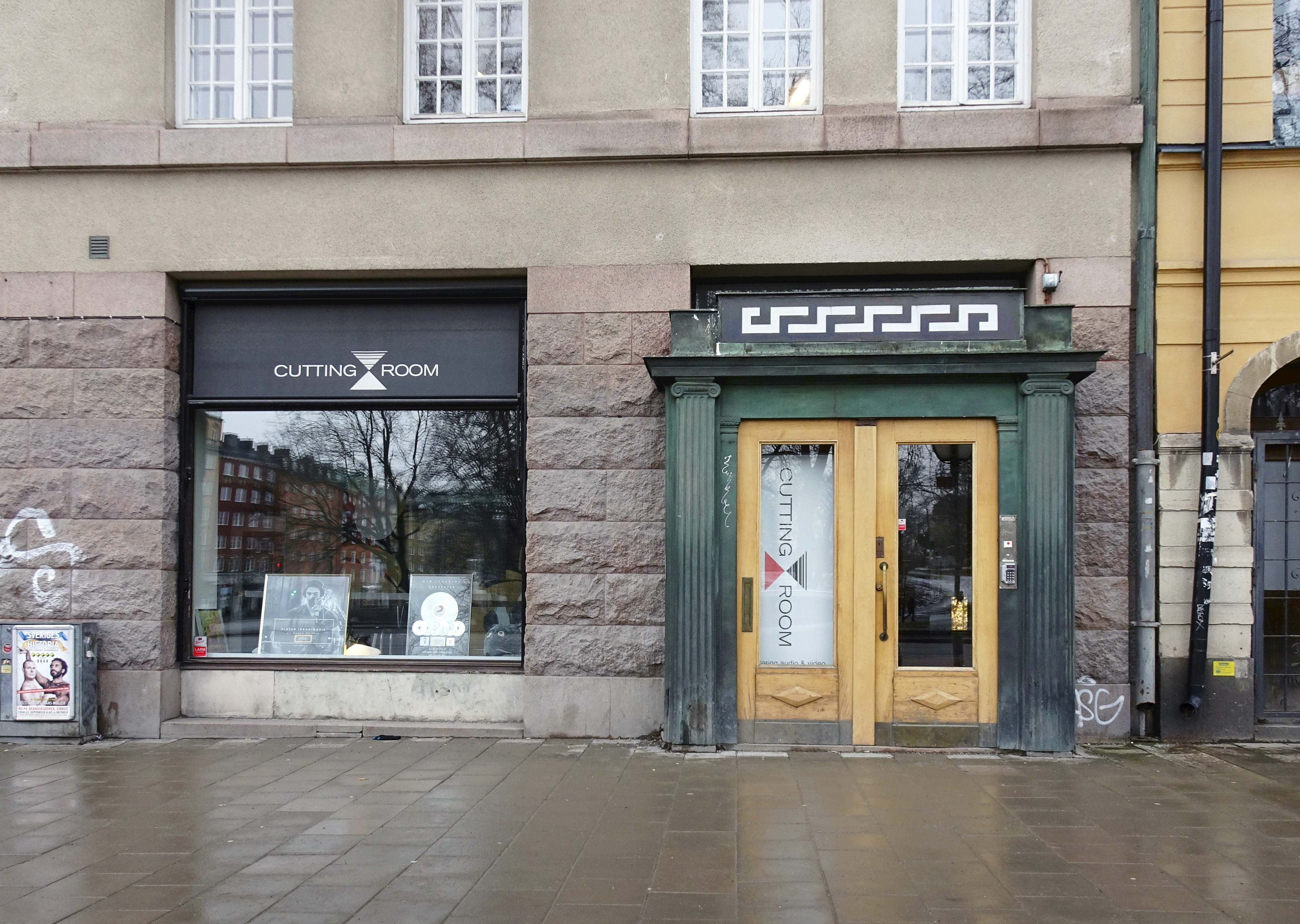
Stenbocken gamla entré 2016.

Apotekets lokaler inrättades i hörnhuset Odengatan/Torsgatan med ingång från Odengatan. Byggnaden uppfördes 1909 efter ritningar av arkitektkontoret Hagström & Ekman. För officininredningens utformning stod arkitekt Hugo Rahm, som hade specialiserat sig på den typen av uppdrag. På ett fotografi från 1910-talet syns det nyinvigda apoteket, fortfarande utan den förgyllda stenbocken, som sedermera ända fram till nedläggningen 1981 smyckade entrén. Vindfånget med entréporten skapades först 1923 av arkitekt Anders Lundberg. Det flankerades av pilaster i driven koppar och ovanför fanns ordet ”APOTEK” i förgylld text med en smideslykta på vardera sida. 
Apoteket disponerade tre plan för sin verksamhet. På övre våningsplanet hade en bostadslägenhet byggs om för bland annat kontor, arbetsrum och personalrum. På bottenvåningen låg själva försäljningslokalen, dessutom preparatrum, drogrum och diskrum, medan i källarplanet anordnades laboratorium, analysrum och flera förråd.
Försäljningslokalens inredningen var utförd av hondurasmahogny på marmorsocklar och gestaltad i återhållsam jugendstil. Ovanför den nästan vägghöga inredningen fanns en bred stucklist föreställande lövverk och stenbockshuvuden, även de i jugend och utförda av arkitekt Harald Notini. Vid en inventering av Riksantikvarieämbetet och Statens historiska museer 1980 var inredningen så gott som oförändrad.
Första apotekare på Stenbocken var Victor Bruce (1862-1921). Han var innan dess föreståndare på Apoteket Morianen och erhöll den 3 mars 1911 personligt privilegium att få driva ett apotek i västra delen av Vasastaden. Bruce ledde apoteket från november 1911 till sin död 1921. Han efterträddes av apotekare Gustaf Bergh, som bland annat var lärare vid Farmaceutiska institutet och chef för Apotekarnes Mineralvattensfabrik. Den 1929.02.08 erhöll Byråchefen i medicinalstyrelsen Oscar von Friedrichs personligt privilegium på apoteket Stenbocken och avgick därifrån 1945.03.01 med pension. Oscar von Friedrichs var dessutom mellan 1932 och 1933 ordförande i Stockholms Apotekarförening och 1935 till 1940 ordförande i Apotekarsocieten som förvaltade apoteksmonopolet i Sverige fram till 1971. Stenbocken svarade även för leveranserna till S:t Görans sjukhus innan det egna sjukhusapoteket tog över.

## Kulturhistorisk inventering
Enligt inventeringen från 1980 bedömdes Stenbocken tillsammans med tio andra stockholmsapotek för kulturhistoriskt intressant. För Stenbockens del ansåg man att apoteket är det värdefullaste och mest kompletta från jugendtiden samt att kund- och officinlokalen med inredning jämte det utvändiga entrépartiet borde skyddas och byggnaden föreslås förklaras för byggnadsminne. Ett år efter inventeringen stängde Stenbocken för gott, då det slogs samman med Apoteket Draken. Idag finns bara portomfattningen med sina pilaster i kopparplåt kvar.